# Ignace François Bousson
Pour les articles homonymes, voir Bousson.
Ignace François Bousson  (20 octobre 1759 - Arbois (Jura) ✝ 29 août 1825 - Ardres) était un militaire français des XVIIIe et XIXe siècles.

## Biographie
Ignace François Bousson entra au service comme dragon, le 16 avril 1776, dans le 3e régiment de cette arme, et parvint successivement aux grades de brigadier, de maréchal-des-logis, d'adjudant-sous-officier et de sous-lieutenant, les 11 mars 1785, 25 avril 1788, 6 septembre 1791 et 25 janvier 1792. Sa conduite distinguée à l'armée du Nord, en 1792 et 1793, lui valut d'obtenir le grade de lieutenant le 17 juin 1792 et celui de capitaine le 4 mai 1793.
L'année suivante (21 ventôse an II), il fut promu au grade de chef d'escadron et fit en cette qualité les guerres des ans II, III et IV, à l'armée de Sambre-et-Meuse, sous les ordres des généraux Jourdan et Pichegru, et celles d'Italie et d'Helvétie, de l'an V à l'an VII. Pendant ces dernières campagnes, les généraux Bonaparte, Schérer et Brune eurent plus d'une fois l'occasion de signaler au gouvernement la bravoure et le zèle de cet officier.
Le 13 fructidor an XI, le premier Consul le désigna pour prendre le commandement du 2e régiment de chasseurs à cheval, avec lequel il fit la campagne suivante et celle de l'an XII à l'armée des côtes de l'Océan. Nommé membre de la Légion d'honneur le 19 frimaire an XII, il devint officier du même Ordre le 25 prairial de la même année, et commandant le 4 nivôse an XIV (1805).
Bousson obtint sa retraite le 2 janvier 1807, après trente et un ans de services effectifs sans interruption. Il fut créé baron de l'Empire par décret du 19 mars 1808 (lettres patentes du 31 décembre 1809, Paris).
Il mourut le 29 août 1825 à Ardres (Pas-de-Calais).

## Armoiries
| Figure | Blasonnement |
|        | Armes du baron Bousson et de l'Empire (décret du 19 mars 1808, lettres patentes du 31 décembre 1809 (Paris)) Fascé d'or et de gueules de six pièces, l'or chargé de trois léopards l'un sur l'autre, tenant de la dextre une épée haute, le tout de sable ; franc quartier des barons tirés de l'armée. Livrées : jaune, rouge et noir. |